# Naše paní Božena Němcová
Naše paní Božena Němcová je básnická sbírka, jejímž autorem je básník, prozaik a překladatel František Halas.

## Úvod
Byla napsána v období 2. světové války (1940) a obrací se k minulosti národní kultury. Střetávají se zde témata tradičních národních hodnot, vlastenectví a lidových písní. Autor zde zachycuje nejvýznamnější postavu naší literatury z 1. poloviny 19. století – Boženu Němcovou, která je symbolem hrdosti, vlastenectví a odvahy.

## Rozbor díla
Tato monotematická sbírka obsahuje sedmnáct básní, které zobrazují sedmnáct obrazů ze života Boženy Němcové. Ta byla považována za matku české řeči a jemnou ženu, která musela mnoho skrývat a zamlčet. Vylíčením strádání této výjimečné ženy se básník snaží poukázat především na její vnitřní sílu, jež jí pomohla překonat všechny nesnáze. Díky své vnitřní síle dokázala přeměnit životní bolest v tvůrčí činy, v dílo plné harmonie a víry v život.
Za vstupním oslovením následují čtyři čtveřice básní, v nichž ukazuje Halas mladou, krásnou Boženu Němcovou, později se věnuje jejímu životu v chudobě, smrti a jejímu tvůrčímu odkazu. Básně nám přibližují její nešťastný manželský život (Svatební), jiřinkové bály, manželské rozepře (Žena a muž). Ke konci se dočítáme o osudy ženy – spisovatelky, která žije a tvoří v bídě a nouzi (Naše paní bojuje s drakem). Zobrazují se zde i konflikty se zámožnými obrozenci, jenž jí odmítají pomoci. Život a smrt Boženy Němcové je vylíčen jako osud světice a velká pozornost je věnována jejímu umírání.
Vyzpíváním tragického životního příběhu této moudré, krásné, statečné i nešťastné ženy se autor snaží o rozvinutí schopnosti poznání čtenáře. Sbírka obsahuje patos, velmi zvučný, plný vlastenectví a vděčnosti k této veliké ženě. Je neidealizovaný, nenadnesený a pravdivě zachycuje velikost Boženy Němcové, i když je zde trochu cítit jistý strach před tehdejší cenzurou. Hlavním tématem sbírky je také oslava českého jazyka jako krásné mateřského jazyka. Halasova básnická řeč se zde projasnila a přiblížila k tradici lidové poezie. Řadí vedle sebe například klasickou formu litanie (Chvála naší Paní) a její nové pojetí, které je zvláštní směsicí vznešené litanie a hovorového stylu (Naše Paní bojuje s drakem), moderní baladu s tématem milostné tragédie (Žena a muž), píseň (Podobizna naší Paní) a dochází až ke stylizaci veršů pro děti s pohádkovými motivy (První slova naší Paní, Sedí smutná Paní) a s kreací dětských říkadel s výraznou euforickou hrou (U hrobu naší Paní). Toto kompoziční úsilí vytvářející určitou jednotu v rozmanitosti sbírky dodává veršům klasickou vyváženost a řadí ji tím k nejvýznamnějším monotematickým Halasovým sbírkám.